# Minnesota Vikings 1975
La stagione NFL 1975 fu la 15ª per i Minnesota Vikings nella lega.

## Scelte nel Draft 1975
| Draft NFL 1975   |                  |                  |                                                                |                                                                |                                                                |                                                                |                                                                |
| Ordine del Draft | Ordine del Draft | Ordine del Draft | Giocatore                                                      | Ruolo                                                          | College                                                        | Note                                                           |                                                                |
| Giro             | Scelta           | Generale         | Giocatore                                                      | Ruolo                                                          | College                                                        | Note                                                           |                                                                |
| 1                | 25               | 25               | Mark Mullaney                                                  | Defensive end                                                  | Colorado State                                                 |                                                                |                                                                |
| 2                | 26               | 52               | Robert Barber                                                  | Defensive tackle                                               | USC                                                            | originariamente scelta degli Steelers[a]                       |                                                                |
| 3                | 11               | 63               | Scambiata con i New Orleans Saints[c]                          | Scambiata con i New Orleans Saints[c]                          | Scambiata con i New Orleans Saints[c]                          | dai Lions[b]                                                   |                                                                |
| 3                | 25               | 77               | Scambiata con i Cincinnati Bengals[d]                          | Scambiata con i Cincinnati Bengals[d]                          | Scambiata con i Cincinnati Bengals[d]                          |                                                                |                                                                |
| 4                | 11               | 89               | Harold "Champ" Henson                                          | Running back                                                   | Ohio State                                                     | dai Bengals[d]                                                 |                                                                |
| 4                | 25               | 103              | Bruce Adams                                                    | Wide receiver                                                  | Kansas                                                         |                                                                |                                                                |
| 5                | 25               | 129              | Robert Miller                                                  | Running back                                                   | Kansas                                                         |                                                                |                                                                |
| 6                | 25               | 155              | Bubba Broussard                                                | Linebacker                                                     | Houston                                                        |                                                                |                                                                |
| 7                | 25               | 181              | Henry Green                                                    | Running back                                                   | Southern                                                       |                                                                |                                                                |
| 8                | 25               | 207              | Joe Hollimon                                                   | Defensive back                                                 | Arkansas State                                                 |                                                                |                                                                |
| 9                | 25               | 233              | John Passananti                                                | Guardia                                                        | Western Illinois                                               |                                                                |                                                                |
| 10               | 24               | 258              | Neil Clabo                                                     | Punter                                                         | Tennessee                                                      | originariamente scelta dei Raiders[e]                          |                                                                |
| 11               | 25               | 285              | Ike Spencer                                                    | Running back                                                   | Utah                                                           |                                                                |                                                                |
| 12               | 25               | 311              | Autry Beamon                                                   | Defensive back                                                 | East Texas State                                               |                                                                |                                                                |
| 13               | 24               | 336              | Mike Hurd                                                      | Wide receiver                                                  | Michigan State                                                 | originariamente scelta dei Raiders[f]                          |                                                                |
| 14               | 25               | 363              | Mike Strickland                                                | Running back                                                   | Eastern Michigan                                               |                                                                |                                                                |
| 15               | 24               | 388              | Ollie Bakken                                                   | Linebacker                                                     | Minnesota                                                      | originariamente scelta dei Raiders[g]                          |                                                                |
| 16               | 24               | 414              | Tom Goedjen                                                    | Kicker                                                         | Iowa State                                                     | originariamente scelta dei Colts[h]                            |                                                                |
| 17               | 25               | 441              | Adolph Bellizeare                                              | Running back                                                   | Pennsylvania                                                   |                                                                |                                                                |
| Legenda          | Legenda          | Legenda          | Ha partecipato ad almeno un Pro Bowl in carriera Hall of Famer | Ha partecipato ad almeno un Pro Bowl in carriera Hall of Famer | Ha partecipato ad almeno un Pro Bowl in carriera Hall of Famer | Ha partecipato ad almeno un Pro Bowl in carriera Hall of Famer | Ha partecipato ad almeno un Pro Bowl in carriera Hall of Famer |

Note:
- [a] I Vikings avevano originariamente la 51ª scelta assoluta ma passarono il turno permettendo agli Steelers di salire, prendendo di conseguenza la 52ª scelta assoluta.
- [b] I Lions scambiarono la loro scelta nel 3º giro (63ª assoluta) con i Vikings in cambio del CB Charlie West.
- [c] I Vikings scambiarono la loro scelta nel 3º giro (63ª assoluta) con i Saints in cambio dell'OL Andy Maurer.
- [d] I dettagli di questo scambio non sono noti.
- [e] I Raiders avevano originariamente la 258ª scelta assoluta ma passarono il turno permettendo ai Vikings di salire e prendere di conseguenza la 258ª scelta assoluta.
- [f] I Redskins avevano originariamente la 334ª scelta assoluta ma passarono il turno permettendo ai Dolphins, ai Chargers, ai Vikings, ai Steelers, ai Dolphins, ai Colts, ai Falcons, ai Browns, ai Bears ed ai Saints di salire ed ai Vikings di prendere di conseguenza la 336ª scelta assoluta.
- [g] I Raiders avevano originariamente la 388ª scelta assoluta ma passarono il turno permettendo ai Vikings di salire e prendere di conseguenza la 388ª scelta assoluta.
- [h] I Colts avevano originariamente la 414ª scelta assoluta ma passarono il turno permettendo ai Vikings e agli Steelers di salire ed ai Vikings di prendere di conseguenza la 414ª scelta assoluta.

## Partite

### Stagione regolare
| Calendario | | | | | | | |
| Settimana  | Data                                                                                               | Ora (CDT)                                                                                          | Avversario                                                                                         | Risultato                                                                                          | Stadio                                                                                             | Spettatori                                                                                         | Record                                                                                             |
| 1          | 21 settembre                                                                                       | 1:00 p.m.                                                                                          | San Francisco 49ers                                                                                | V 27–17                                                                                            | Metropolitan Stadium                                                                               | 46.479                                                                                             | 1-0                                                                                                |
| 2          | 28 settembre                                                                                       | 12:00 p.m.                                                                                         | Cleveland Browns                                                                                   | V 42–10                                                                                            | Cleveland Stadium                                                                                  | 68.064                                                                                             | 2-0                                                                                                |
| 3          | 5 ottobre                                                                                          | 1:00 p.m.                                                                                          | Chicago Bears                                                                                      | V 28–3                                                                                             | Metropolitan Stadium                                                                               | 47.578                                                                                             | 3-0                                                                                                |
| 4          | 12 ottobre                                                                                         | 1:00 p.m.                                                                                          | New York Jets                                                                                      | V 29–21                                                                                            | Metropolitan Stadium                                                                               | 47.739                                                                                             | 4-0                                                                                                |
| 5          | 19 ottobre                                                                                         | 3:00 p.m.                                                                                          | Detroit Lions                                                                                      | V 25–19                                                                                            | Metropolitan Stadium                                                                               | 47.872                                                                                             | 5-0                                                                                                |
| 6          | 27 ottobre                                                                                         | 8:00 p.m.                                                                                          | Chicago Bears                                                                                      | V 13–9                                                                                             | Soldier Field                                                                                      | 51.259                                                                                             | 6-0                                                                                                |
| 7          | 2 novembre                                                                                         | 1:00 p.m.                                                                                          | Green Bay Packers                                                                                  | V 28–17                                                                                            | Lambeau Field                                                                                      | 57.267                                                                                             | 7-0                                                                                                |
| 8          | 9 novembre                                                                                         | 1:00 p.m.                                                                                          | Atlanta Falcons                                                                                    | V 38–0                                                                                             | Metropolitan Stadium                                                                               | 43.751                                                                                             | 8-0                                                                                                |
| 9          | 16 november                                                                                        | 1:00 p.m.                                                                                          | New Orleans Saints                                                                                 | V 20–7                                                                                             | Louisiana Superdome                                                                                | 52.765                                                                                             | 9-0                                                                                                |
| 10         | 23 novembre                                                                                        | 1:00 p.m.                                                                                          | San Diego Chargers                                                                                 | V 28–13                                                                                            | Metropolitan Stadium                                                                               | 43.737                                                                                             | 10-0                                                                                               |
| 11         | 30 novembre                                                                                        | 3:00 p.m.                                                                                          | Washington Redskins                                                                                | P 30–31                                                                                            | RFK Stadium                                                                                        | 54.498                                                                                             | 10-1                                                                                               |
| 12         | 7 dicembre                                                                                         | 1:00 p.m.                                                                                          | Green Bay Packers                                                                                  | V 24–3                                                                                             | Metropolitan Stadium                                                                               | 46.147                                                                                             | 11-1                                                                                               |
| 13         | 14 dicembre                                                                                        | 3:00 p.m.                                                                                          | Detroit Lions                                                                                      | P 10–17                                                                                            | Pontiac Silverdome                                                                                 | 73.130                                                                                             | 11-2                                                                                               |
| 14         | 20 dicembre                                                                                        | 11:30 a.m.                                                                                         | Buffalo Bills                                                                                      | V 35–13                                                                                            | Rich Stadium                                                                                       | 54.993                                                                                             | 12-2                                                                                               |
| Note       | Gli avversari della propria division sono in grassetto. Gli incontri in trasferta sono in corsivo. | Gli avversari della propria division sono in grassetto. Gli incontri in trasferta sono in corsivo. | Gli avversari della propria division sono in grassetto. Gli incontri in trasferta sono in corsivo. | Gli avversari della propria division sono in grassetto. Gli incontri in trasferta sono in corsivo. | Gli avversari della propria division sono in grassetto. Gli incontri in trasferta sono in corsivo. | Gli avversari della propria division sono in grassetto. Gli incontri in trasferta sono in corsivo. | Gli avversari della propria division sono in grassetto. Gli incontri in trasferta sono in corsivo. |

### Playoff
| Settimana  | Data        | Ora (CDT)  | Avversario (seed)  | Risultato | Stadio               | Spettatori | Record |
| ---------- | ----------- | ---------- | ------------------ | --------- | -------------------- | ---------- | ------ |
| Divisional | 28 dicembre | 12:00 p.m. | Dallas Cowboys (4) | P 14–17   | Metropolitan Stadium | 46.425     | 0-1    |

## Classifiche

### Division
| Classifica della NFL Central Division 1975 | Classifica della NFL Central Division 1975 | Classifica della NFL Central Division 1975 | Classifica della NFL Central Division 1975 | Classifica della NFL Central Division 1975 | Classifica della NFL Central Division 1975 | Classifica della NFL Central Division 1975 | Classifica della NFL Central Division 1975 | Classifica della NFL Central Division 1975 | Classifica della NFL Central Division 1975 | Classifica della NFL Central Division 1975 | Classifica della NFL Central Division 1975 | Classifica della NFL Central Division 1975 | Classifica della NFL Central Division 1975 | Classifica della NFL Central Division 1975 | Classifica della NFL Central Division 1975 | Classifica della NFL Central Division 1975 | Classifica della NFL Central Division 1975 |
|                                            | V                                          | P                                          | N                                          | PCT                                        | DIV                                        | DIV PCT                                    | CONF                                       | CONF PCT                                   | NON CONF                                   | C                                          | T                                          | PR                                         | PS                                         | DP                                         | TD                                         | STR                                        | PO                                         |
| ------------------------------------------ | ------------------------------------------ | ------------------------------------------ | ------------------------------------------ | ------------------------------------------ | ------------------------------------------ | ------------------------------------------ | ------------------------------------------ | ------------------------------------------ | ------------------------------------------ | ------------------------------------------ | ------------------------------------------ | ------------------------------------------ | ------------------------------------------ | ------------------------------------------ | ------------------------------------------ | ------------------------------------------ | ------------------------------------------ |
| Minnesota Vikings                          | 12                                         | 2                                          | 0                                          | 85,7%                                      | 5-1                                        | 83,3%                                      | 8-2                                        | 80,0%                                      | 4-0                                        | 7-0                                        | 5-2                                        | 377                                        | 180                                        | 197                                        | 48                                         | V-2                                        | Div                                        |
| Detroit Lions                              | 7                                          | 7                                          | 0                                          | 50,0%                                      | 4-2                                        | 66,7%                                      | 6-5                                        | 54,5%                                      | 1-2                                        | 4-3                                        | 3-4                                        | 245                                        | 262                                        | -17                                        | 29                                         | P-1                                        |                                            |
| Chicago Bears                              | 4                                          | 10                                         | 0                                          | 28,6%                                      | 2-4                                        | 33,3%                                      | 4-7                                        | 36,4%                                      | 0-3                                        | 3-4                                        | 1-6                                        | 191                                        | 379                                        | -188                                       | 22                                         | V-1                                        |                                            |
| Green Bay Packers                          | 4                                          | 10                                         | 0                                          | 28,6%                                      | 1-5                                        | 16,7%                                      | 4-7                                        | 36,4%                                      | 0-3                                        | 3-4                                        | 1-6                                        | 226                                        | 285                                        | 197                                        | 27                                         | V-1                                        |                                            |

## Premi
- Fran Tarkenton:

MVP della NFL
giocatore offensivo dell'anno